# Bernardo Martorell

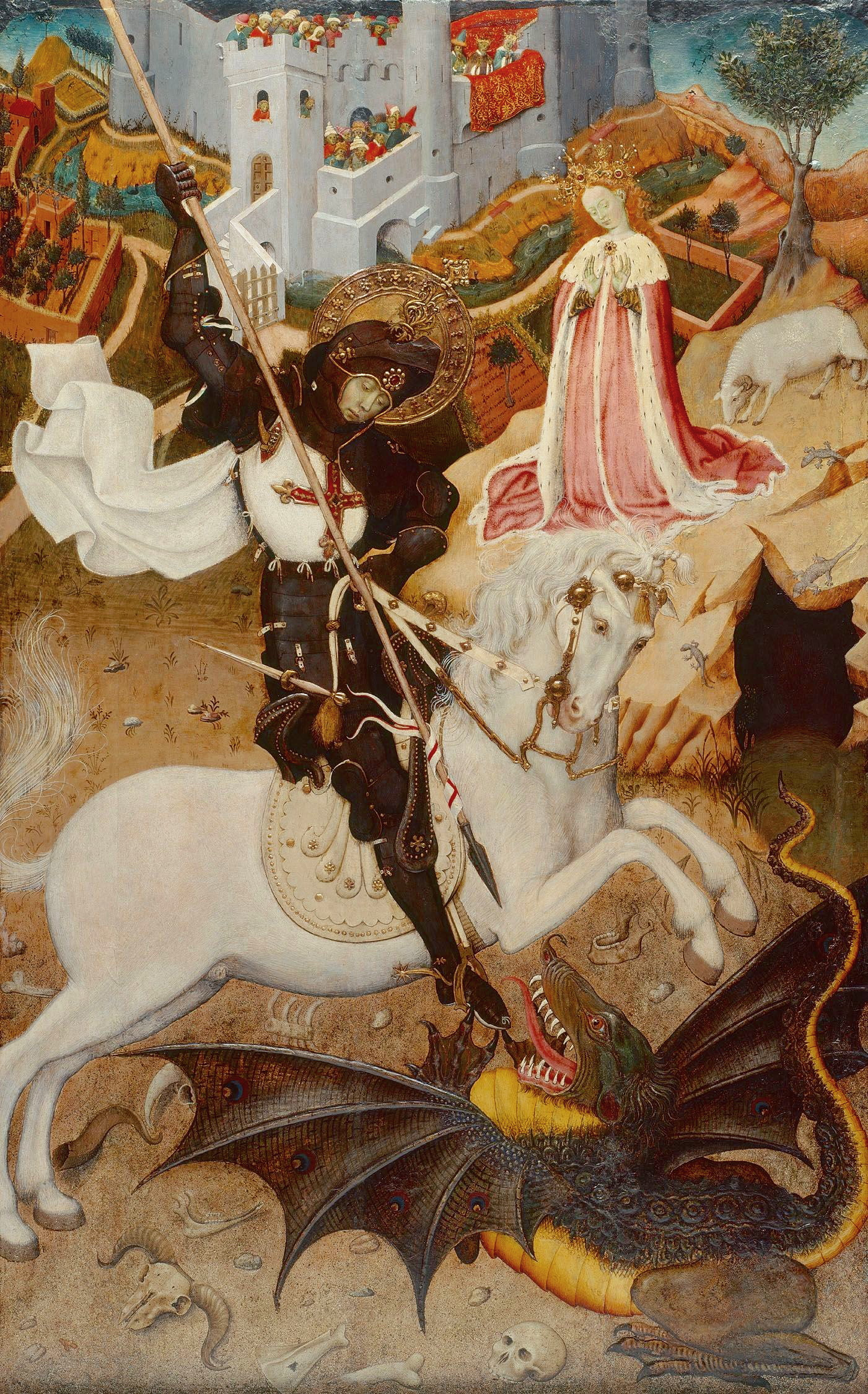
San Jorge matando al Dragón

Bernat Martorell (Sant Celoni, c. 1390-1400 - Barcelona, 1452) fue un pintor barcelonés, perteneciente a la fase internacional de la pintura gótica. Pertenece a la segunda etapa del estilo gótico internacional en Cataluña, caracterizada por estar más cercana al estilo flamenco. Se considera su estilo un antecedente del de Jaume Huguet.
Se sabe poco de su vida antes de 1427, aunque a mediados del siglo XV fue uno de los principales artistas del Reino de Aragón. La mayor parte de sus obras fueron retablos, aunque también diseñó vitrales e iluminó libros, como las miniaturas del Llibre d'Hores (guardado en el instituto Municipal de Historia de Barcelona).
Falleció en 1452.

## Obras
- San Jorge matando al Dragón (pintura al temple sobre tabla) Representando al santo patrón de Cataluña. Es su obra maestra. Se conserva en el Instituto de Arte de Chicago. Pertenecía a un retablo del cual se conservan otras cuatro tablas en el Museo del Louvre y una Virgen con el Niño entre las virtudes cardinales en el Museo de Arte de Filadelfia.
- La decapitación de san Juan Bautista y Salomé presentando su cabeza a Herodes
- La Natividad
- Retablo de la Transfiguración (catedral de Barcelona)
- Retablo de San Pedro de Púbol (Museo Diocesano de Gerona).
- Retablo de San Juan Bautista (1420-1430) Museo Diocesano de Barcelona.
- Pintura sobre tabla de San Jorge. Siglo XV. Museo Diocesano de Barcelona.
- Retablo de los santos Juanes, Museo Nacional de Arte de Cataluña (MNAC)
- Martirio de Santa Lucía, MNAC